# Akta Grodzkie i Ziemskie (wydawnictwo źródłowe)

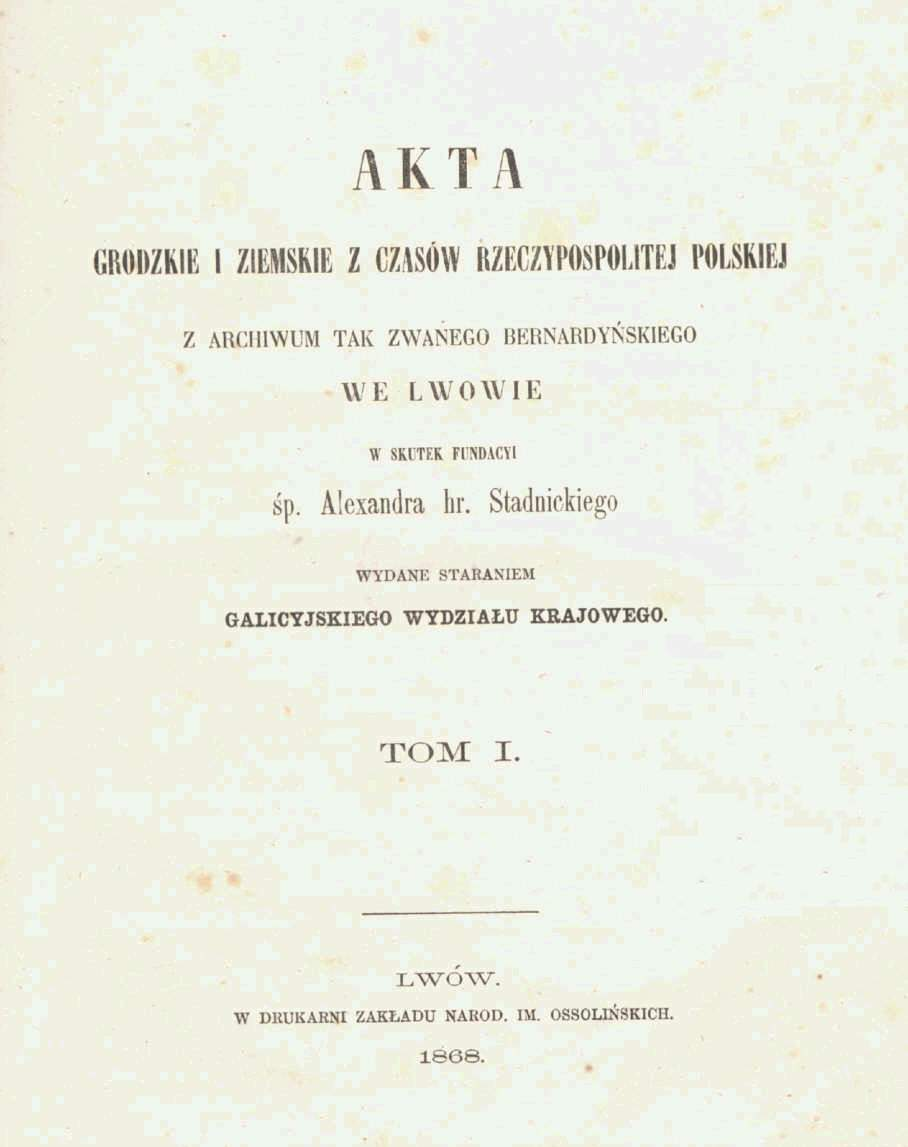
Akta Grodzkie i Ziemskie, rok 1868

Akta Grodzkie i Ziemskie (AGZ) – wydawnictwo źródłowe w XXV tomach, wydawane w latach 1868–1935 we Lwowie. Opublikowane akta pochodzą z czasów I Rzeczypospolitej z zasobu Archiwum tzw. Bernardyńskiego we Lwowie (Archiwum Krajowego Aktów Grodzkich i Ziemskich we Lwowie).
Tom I Aktów Grodzkich i Ziemskich został wydany przez Lucjana Tatomira, tom II i następne od 1870 r. przez Ksawerego Liske, a tom XVI i następne od 1894 przez Antoniego Prochaskę. Wszystkie tomy zostały wydane z fundacji hr. A. Stadnickiego. 
Wydawnictwo Akt Grodzkich i Ziemskich objęło głównie: 
- dyplomatariusz - zbiór dokumentów średniowiecznych urzędowych odnoszących się do ziem czerwonoruskich (tom I-IX),
- regesta  zawarte w aktach grodu i ziemstwa lwowskiego (tom X),
- zapiski sądowe - wszystkie średniowieczne z całego obszaru ziem czerwonoruskich z wyjątkiem zapisków tych ziem, z których księgi weszły do archiwum lubelskiego, tj. krasnostawskich, chełmskich, grabowieckich i horodelskich (tom XI-XIX), oraz
- Lauda sejmikowe czerwonoruskie (tom XX-XXII).

Większość z nich jest niekompletna. 